# Hylerpeton
Hylerpeton is een geslacht van uitgestorven leponspondyle 'amfibieën' dat behoort tot de familie Gymnarthridae uit het Laat-Carboon van Nova Scotia.
In 1862 benoemde Richard Owen de typesoort Hylerpeton dawsoni. De geslachtsnaam betekent de 'houtkruiper' en verwijst naar de versteende boomstronken waarin bij Joggins fossielen waren gevonden. De soortaanduiding eert John William Dawson. Het holotype is BMNH R4180, een onderkaak met wat kootjes.
De nominale soort Hylerpeton longidentatum (Dawson, 1876) werd door Steen (1934) en Carroll (1966) als mogelijk niet-microsauriër beschouwd en werd uiteindelijk erkend als een lid van Aistopoda en omgedoopt tot Andersonerpeton longidentatum door Pardo en Mann (2018) als de typesoort van een nieuw geslacht.
Hylerpeton intermedium Dawson 1894 met als lectotype RM 2.1131, ook ondergebracht in Asaphestera, werd in 2020 aangemerkt als een nomen dubium.